# 長江里加
長江里加（日语：／ Nagae Rika，9月28日—）是日本的女性聲優，隸屬青二製作。

## 人物
從小就喜歡迪士尼的作品，並希望能在電視上聽見自己的歌聲。在朋友告知那是聲優的工作後，開始對聲優產生興趣。
興趣是演奏鋼琴和吉他。五歲時開始學習鋼琴，對音感和節奏感很有自信，在學生時代則參加管樂社和輕音樂社（擔任主唱）。

## 演出作品
粗體字為主要角色。

### 電視動畫
2016年
- ONE PIECE（城鎮的毛皮族）

2017年
- Frame Arms Girl 骨裝機娘（芭莎菈露多[3]）
- 噗利噗利奇（日语：プリプリちぃちゃん!!）（ジョーくん）
- 動作女英雄啦啦水果（戲劇社社長）
- 結城友奈是勇者 -鷲尾須美之章-

2018年
- 刀使之巫女（田邊美彌）
- 阿宅的戀愛太難（女子社員、千葉、女學生B）
- 遊戲3人娘（奧莉薇[4]）

2019年
- 天使降臨到我身邊！（星野日向[5]）
- 一個人的○○小日子（山田花子、智慧型手機的聲音）
- 偶像大師 灰姑娘女孩劇場 CLIMAX SEASON（久川颯）
- 鬼太郎（第6作）（友人）

2021年
- 魔卡派對（坎娜[6]）
- 結城友奈是勇者 -大滿開之章-
- 古見同學有交流障礙症。（新井嘉美子）
- 鬼滅之刃 遊郭篇（服侍蕨姬的童女）

2022年
- 數碼寶貝幽靈遊戲（麻鷹獸）
- 不會拿捏距離的阿波連同學（來堂的妹妹[7]）
- 櫻桃小丸子（女性）
- 徹夜之歌（ミオ）

2023年
- 為了養老，我要在異世界存8萬枚金幣（山野光波[8]）
- 不當哥哥了！（北原ゆりこ）
- 凹凸魔女的親子日常（安娜）
- 撿走被人悔婚的千金，教會她壞壞的幸福生活（德洛特雅·格里·姆·瓦倫絲坦[9]）

2024年
- 北海道辣妹金古錐（冬木桃子[10]）
- 戰隊大失格（藍染小町[11]）
- 我的妻子不具感情（飯田[12]）

2025年
- 戰隊大失格 2nd season（藍染小町）
- 不會拿捏距離的阿波連同學 season2（來堂的妹妹[13]）

### OVA
2018年
- 遊戲3人娘 OVA1（奧莉薇）
- 遊戲3人娘 OVA2（奧莉薇）

2019年
- 阿宅的戀愛太難（女子部員B）※單行本第7卷附贈OAD特裝版
- 天使降臨到我身邊！（星野日向）※Blu-ray&DVD第3卷特典

2021年
- 阿宅的戀愛太難（千葉）※單行本第11卷附贈OAD特裝版

### 劇場動畫
2018年
- 劇場版 無敵鐵金剛 / INFINITY（首腦們）

2022年
- 天使降臨到我身邊！Precious Friends（星野日向）

### 網路動畫
2023年
- 總之就是很可愛 女子高中篇（白銀刃[14]）

### 遊戲
2015年
- 我家公主最可愛（清水姬）
- Otoca Doll（伊拉）
- 動物朋友（馬賽獅[15]、中華白海豚、山魈）
- 怪物烈傳 Oreca Battle（黑巫女、天邪鬼（怒））

2016年
- 為了誰的鍊金術師（卡蘿[16]）

2017年
- 歡樂釣魚島2（賽西莉亞[17]）

2019年
- 偶像大師 灰姑娘女孩 星光舞台（久川颯）
- 轟炸女孩（日语：ボンバーガール (ゲーム)）（淺蔥）

2023年
- 賽馬娘 Pretty Derby（艾尼斯風神[18]） - 接替嶺內智美

### 外語片
- （幼龜、小魚）

### 其他
- 直到世界的盡頭 ItteQ！（旁白）
- 溫泉女孩（箱根彩耶[19]）

## 音樂作品

### 角色歌
| 販售日   | 標題                                                                          | 名義 | 歌曲                                        | 商業搭配                                                       |
| 2017年   | 2017年                                                                        | 2017年 | 2017年                                      | 2017年                                                         |
| -------- | ----------------------------------------------------------------------------- | --- | ------------------------------------------- | -------------------------------------------------------------- |
| 5月24日  | FULLSCRATCH LOVE                                                              | FA Girls | 「FULLSCRATCH LOVE」                        | 電視動畫《機甲少女 Frame Arms Girl》片尾曲                     |
| 5月24日  | FULLSCRATCH LOVE                                                              | FA Girls | 「FULLSCRATCH LOVE」                        | 電視動畫《機甲少女 Frame Arms Girl》片尾曲                     |
| 6月21日  | 機甲少女 Frame Arms Girl 音樂專輯 〜轟雷、史蒂蕾特、芭莎菈露多〜              | 轟雷（佳穗成美）、史蒂蕾特（綾瀨有）、芭莎菈露多（長江里加） | 「」                                        | 電視動畫《機甲少女 Frame Arms Girl》劇中歌                     |
| 6月21日  | 機甲少女 Frame Arms Girl 音樂專輯 〜轟雷、史蒂蕾特、芭莎菈露多〜              | FA Girls | 「FULLSCRATCH LOVE」                        | 電視動畫《機甲少女 Frame Arms Girl》片尾曲                     |
| 6月21日  | 機甲少女 Frame Arms Girl 音樂專輯 〜轟雷、史蒂蕾特、芭莎菈露多〜              | FA Girls | 「FULLSCRATCH LOVE」                        | 電視動畫《機甲少女 Frame Arms Girl》片尾曲                     |
| 6月21日  | 機甲少女 Frame Arms Girl 音樂專輯 〜轟雷、史蒂蕾特、芭莎菈露多〜              | FA Girls | 「FULLSCRATCH LOVE」                        | 電視動畫《機甲少女 Frame Arms Girl》片尾曲                     |
| 6月28日  | 機甲少女 Frame Arms Girl 音樂專輯 〜茉汀莉安姐妹、魔鷲〜                      | FA Girls | 「FULLSCRATCH LOVE」                        | 電視動畫《機甲少女 Frame Arms Girl》片尾曲                     |
| 6月28日  | 機甲少女 Frame Arms Girl 音樂專輯 〜茉汀莉安姐妹、魔鷲〜                      | FA Girls | 「FULLSCRATCH LOVE」                        | 電視動畫《機甲少女 Frame Arms Girl》片尾曲                     |
| 7月5日   | 機甲少女 Frame Arms Girl 音樂專輯 〜安姬蒂特、迅雷〜                          | 轟雷（佳穗成美）、史蒂蕾特（綾瀨有）、芭莎菈露多（長江里加）、迅雷（樺山南）、安姬蒂特（山村響）、源內蒼（日笠陽子）                                                                         | 「My precious…（TV Version）」              | 電視動畫《機甲少女 Frame Arms Girl》劇中歌                     |
| 7月5日   | 機甲少女 Frame Arms Girl 音樂專輯 〜安姬蒂特、迅雷〜                          | FA Girls Special | 「FULLSCRATCH LOVE（Special Version）」     | 電視動畫《機甲少女 Frame Arms Girl》片尾曲                     |
| 7月26日  |                                                                               | SPRiNGS | 「」 「」 「」 「Ambition」 「」            | 『温泉女孩』相關歌曲                                           |
| 7月26日  | 「」 「」                                                                     | SPRiNGS |                                             | 『温泉女孩』相關歌曲                                           |
| 7月26日  | 雪月花                                                                        | 「SILENT VOICES」 |                                             | 『温泉女孩』相關歌曲                                           |
| 11月15日 | Hop Step Jump!                                                                | SPRiNGS | 「Hop Step Jump!」 「」                     | 『温泉女孩』相關歌曲                                           |
| 2018年   |                                                                               | |                                             |                                                                |
| 8月22日  |                                                                               | 本田華子（木野日菜）、奧莉薇亞（長江里加）、野村香純（小原好美） | 「」                                        | 電視動畫《遊戲3人娘》片頭曲                                    |
| 8月22日  | 奧莉薇亞（長江里加）、奧莉薇亞的哥哥（森川智之）                              | 「」 | 電視動畫《遊戲3人娘》相關歌曲               |                                                                |
| 8月22日  |                                                                               | 本田華子（木野日菜）、奧莉薇亞（長江里加）、野村香純（小原好美） feat. Ikepy & KSKN | 「」                                        | 電視動畫《遊戲3人娘》片尾曲                                    |
| 10月24日 | 遊戲3人娘 BD、DVD第2卷特典CD                                                  | 奧莉薇亞（長江里加） | 「」 「」 「」                              | 電視動畫《遊戲3人娘》相關歌曲                                  |
| 12月21日 | 遊戲3人娘 BD、DVD第4卷特典CD                                                  | 本田華子（木野日菜）、奧莉薇亞（長江里加）、野村香純（小原好美） | 「」                                        | 電視動畫《遊戲3人娘》相關歌曲                                  |
| 2019年   |                                                                               | |                                             |                                                                |
| 1月30日  |                                                                               | [ 成员 11 ] | 「」                                        | 電視動畫《天使降臨到我身邊！》片頭曲                           |
| 1月30日  | 「」                                                                          | [ 成员 11 ] | 電視動畫《天使降臨到我身邊！》片尾曲        |                                                                |
| 2月27日  | 天使降臨到我身邊！ 角色歌專輯〜天使的歌聲〜                                   | 星野日向（長江里加） | 「」                                        | 電視動畫《天使降臨到我身邊！》相關歌曲                         |
| 3月27日  | 天使降臨到我身邊！ BD、DVD第1卷特典CD                                         | [ 成员 11 ] | 「」                                        | 電視動畫《天使降臨到我身邊！》相關歌曲                         |
| 4月3日   | 天使降臨到我身邊！ 原聲集                                                     | 星野日向（長江里加）、姫坂乃愛（鬼頭明里）、種村小依（大和田仁美）、小之森夏音（大空直美）                                                                                                   | 「」                                        | 電視動畫《天使降臨到我身邊！》劇中歌                           |
| 4月3日   | 天使降臨到我身邊！ 原聲集                                                     | 星野日向（長江里加）、姫坂乃愛（鬼頭明里） | 「」                                        | 電視動畫《天使降臨到我身邊！》劇中歌                           |
| 4月3日   | 天使降臨到我身邊！ 原聲集                                                     | 白咲花（指出毬亞）、星野日向（長江里加） | 「」                                        | 電視動畫《天使降臨到我身邊！》劇中歌                           |
| 4月3日   | 天使降臨到我身邊！ 原聲集                                                     | 白咲花（指出毬亞）、星野日向（長江里加）、姫坂乃愛（鬼頭明里） | 「」                                        | 電視動畫《天使降臨到我身邊！》劇中歌                           |
| 4月3日   | 天使降臨到我身邊！ 原聲集                                                     | 白咲花（指出毬亞）、星野日向（長江里加）、姫坂乃愛（鬼頭明里）、種村小依（大和田仁美）、小之森夏音（大空直美）                                                                               | 「」                                        | 電視動畫《天使降臨到我身邊！》劇中歌                           |
| 4月16日  | O-Ku-Ri-Mo-No Sunday!（M@STER VERSION）                                       | 久川凪（立花日菜）、久川颯（長江里加） | 「O-Ku-Ri-Mo-No Sunday!（M@STER VERSION）」 | 遊戲《偶像大師 灰姑娘女孩 星光舞台》相關歌曲                   |
| 4月24日  | 天使降臨到我身邊！ BD、DVD第2卷特典CD                                         | [ 成员 11 ] | 「GO!GO!GO!」                               | 電視動畫《天使降臨到我身邊！》相關歌曲                         |
| 7月24日  | 機甲少女 Frame Arms Girl〜吵吵鬧鬧的樂園〜 歌曲專輯-熱唱篇-                   | 芭莎菈露多（長江里加） | 「」                                        | 劇場動畫《機甲少女 Frame Arms Girl〜吵吵鬧鬧的樂園〜》相關歌曲 |
| 7月24日  | 機甲少女 Frame Arms Girl〜吵吵鬧鬧的樂園〜 歌曲專輯-熱唱篇-                   | 轟雷（佳穂成美）、史蒂蕾特（綾瀬有）、芭莎菈露多（長江里加）、迅雷（樺山南）、安姬蒂特（山村響）、源內蒼（日笠陽子）                                                                         | 「My Precious…」                            | 劇場動畫《機甲少女 Frame Arms Girl〜吵吵鬧鬧的樂園〜》劇中歌   |
| 7月24日  | 機甲少女 Frame Arms Girl〜吵吵鬧鬧的樂園〜 歌曲專輯-絶唱篇-                   | FA Girls | 「」                                        | 劇場動畫《機甲少女 Frame Arms Girl〜吵吵鬧鬧的樂園〜》劇中歌   |
| 10月16日 | 温泉女孩 完整專輯 Vol.1                                                       | SPRiNGS | 「」                                        | 《温泉女孩》相關歌曲                                           |
| 10月23日 | THE IDOLM@STER CINDERELLA GIRLS STARLIGHT MASTER for the NEXT! 01 TRUE COLORS | 城崎美嘉（佳村遙）、高森藍子（金子有希）、安娜斯塔西亞（上坂堇）、藤原肇（鈴木實里）、乙倉悠貴（中島由貴）、黒埼千歲（佐倉薰）、白雪千夜（關口理咲）、久川颯（長江里加）、久川凪（立花日菜） | 「TRUE COLORS（M@STER VERSION）」           | 遊戲《偶像大師 灰姑娘女孩 星光舞台》相關歌曲                   |
| 10月23日 | THE IDOLM@STER CINDERELLA GIRLS STARLIGHT MASTER for the NEXT! 01 TRUE COLORS | 久川颯（長江里加） | 「TRUE COLORS（M@STER VERSION）」           | 遊戲《偶像大師 灰姑娘女孩 星光舞台》相關歌曲                   |
| 11月11日 | -                                                                             | [ 成员 13 ] | 「」                                        | 遊戲《魔法使與黑貓維茲》内活動「」OP主題歌                     |
| 11月13日 | THE IDOLM@STER CINDERELLA MASTER 3Chord for the Pops!                         | 佐久間麻由（牧野由依）、久川颯（長江里加）、中野有香（下地紫野）、佐佐木千枝（今井麻夏）、堀裕子（鈴木絵理）                                                                                 | 「comic cosmic（M@STER VERSION）」          | 遊戲《偶像大師 灰姑娘女孩》相關歌曲                            |

## 脚注

### 组合成员
1. ↑  轟雷（佳穗成美）、史蒂蕾特（綾瀨有）、芭莎菈露多（長江里加）
2. ↑  史蒂蕾特（綾瀨有）、芭莎菈露多（長江里加）、轟雷（佳穗成美）
3. ↑  迅雷（樺山南）、轟雷（佳穗成美）、史蒂蕾特（綾瀨有）、芭莎菈露多（長江里加）、茉汀莉安姐妹（山崎惠理）
4. ↑  安姬蒂特（山村響）、轟雷（佳穗成美）、史蒂蕾特（綾瀨有）、芭莎菈露多（長江里加）、茉汀莉安姐妹（山崎惠理）、迅雷（樺山南）
5. ↑  芭莎菈露多（長江里加）、茉汀莉安姐妹（山崎惠理）
6. 1 2  魔鷲（阿部里果）、轟雷（佳穗成美）、史蒂蕾特（綾瀨有）、芭莎菈露多（長江里加）、茉汀莉安姐妹（山崎惠理）、迅雷（樺山南）、安姬蒂特（山村響）
7. ↑  轟雷（佳穗成美）、史蒂蕾特（綾瀨有）、芭莎菈露多（長江里加）、茉汀莉安姐妹（山崎惠理）、迅雷（樺山南）、安姬蒂特（山村響）
8. ↑  轟雷（佳穗成美）、史蒂蕾特（綾瀨有）、芭莎菈露多（長江里加）、茉汀莉安姐妹（山崎惠理）、迅雷（樺山南）、安姬蒂特（山村響）、魔鷲（阿部里果）、源內蒼（日笠陽子）
9. 1 2  草津結衣奈（高田憂希）、箱根彩耶（長江里加）、秋保那菜子（高橋花林）、有馬輪花（本宮佳奈）、有馬楓花（桑原由氣）、下呂美月（遠藤祐里香）、道後泉海（篠田南）、登別綾瀨（日岡夏美）、奏·巴登·由布院（和多田美咲）
10. ↑  箱根彩耶（長江里加）、有馬輪花（本宮佳奈）、奏·巴登·由布院（和多田美咲）
11. 1 2 3  指出毬亞、長江里加、鬼頭明里、大和田仁美、大空直美
12. ↑  草津結衣奈（高田憂希）、箱根彩耶（長江里加）、秋保那菜子（高橋花林）、有馬輪花（本宮佳奈）、有馬楓花（桑原由氣）、下呂美月（佐伯伊織）、道後泉海（篠田南）、登別綾瀨（日岡夏美）、奏·巴登·由布院（和多田美咲）
13. ↑  エニグマチェリー（長江里加）、エニグマサンフラワー（楠木灯）、エニグマモーニンググローリー（大津愛理）

## 外部連結
- 事務所官方簡介 （页面存档备份，存于） （日語）
- 長江里加的X（前Twitter） （日語）
- 長江里加的Instagram帳戶